# 西神車庫

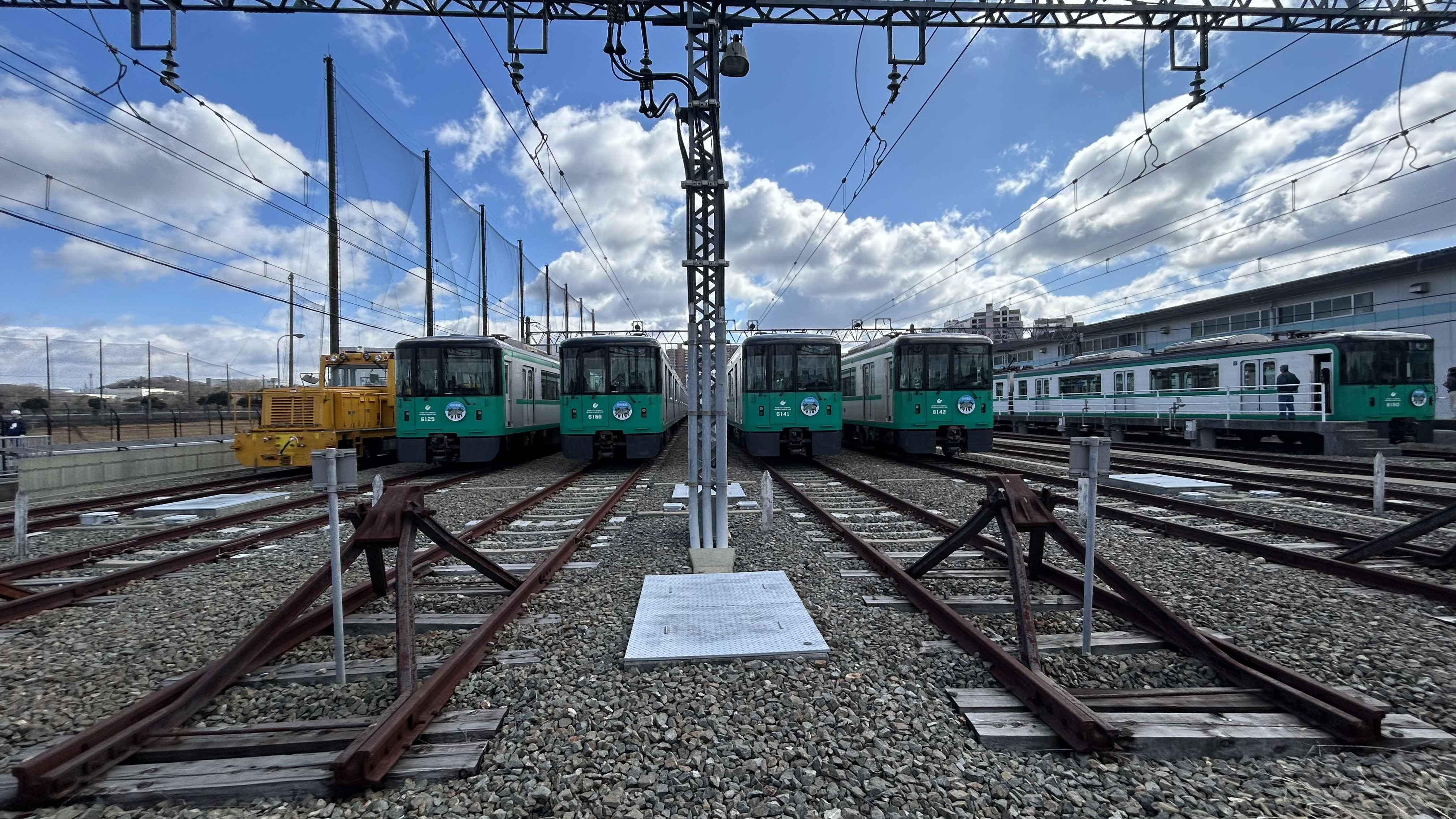
留置線全景（2025年2月24日）

西神車庫（せいしんしゃこ）は、兵庫県神戸市西区美賀多台にあった神戸市営地下鉄西神・山手線の車両基地である。西神中央駅の北東にあった。

## 概要
1970年代の地下鉄初期計画にて名谷以西の需要に応じた車両の収容を目的として西神地区への車庫建設計画を検討。西神ニュータウンで人口が急上昇し、乗客を捌ききれなくなっていた1991年頃、列車の増発が課題となり、そのためには新たな車両を増備しなければならなかった。しかし車両基地は名谷車両基地しかなく留置機能が限界に達し、同基地は6両編成×20編成の収容が上限となっており、その時点でさえ2編成が駅に夜間滞泊する必要があり、増備するには新たな車両基地が必要となっていた。そこで当時、地下鉄沿線で土地が開いていた西神中央駅の引き上げ線奥の土地を利用して建設された。1992年に着工され、1993年、快速列車の運転開始と同時に本格的に使用が開始された。
2020年に谷上車庫を取得したことに伴い、2025年3月14日をもって運用を終了した。

## 構内構造
- 西神中央駅から北500mの引き上げ線があり、ここで2,3番線から1番線への入喚が行われる。
- 留置線が9線あり、その西端に検車庫、業務ビルがある。更に、保線用の留置線が数線ある。
- 検車庫には検車設備はなく、あくまで応急処置用である。

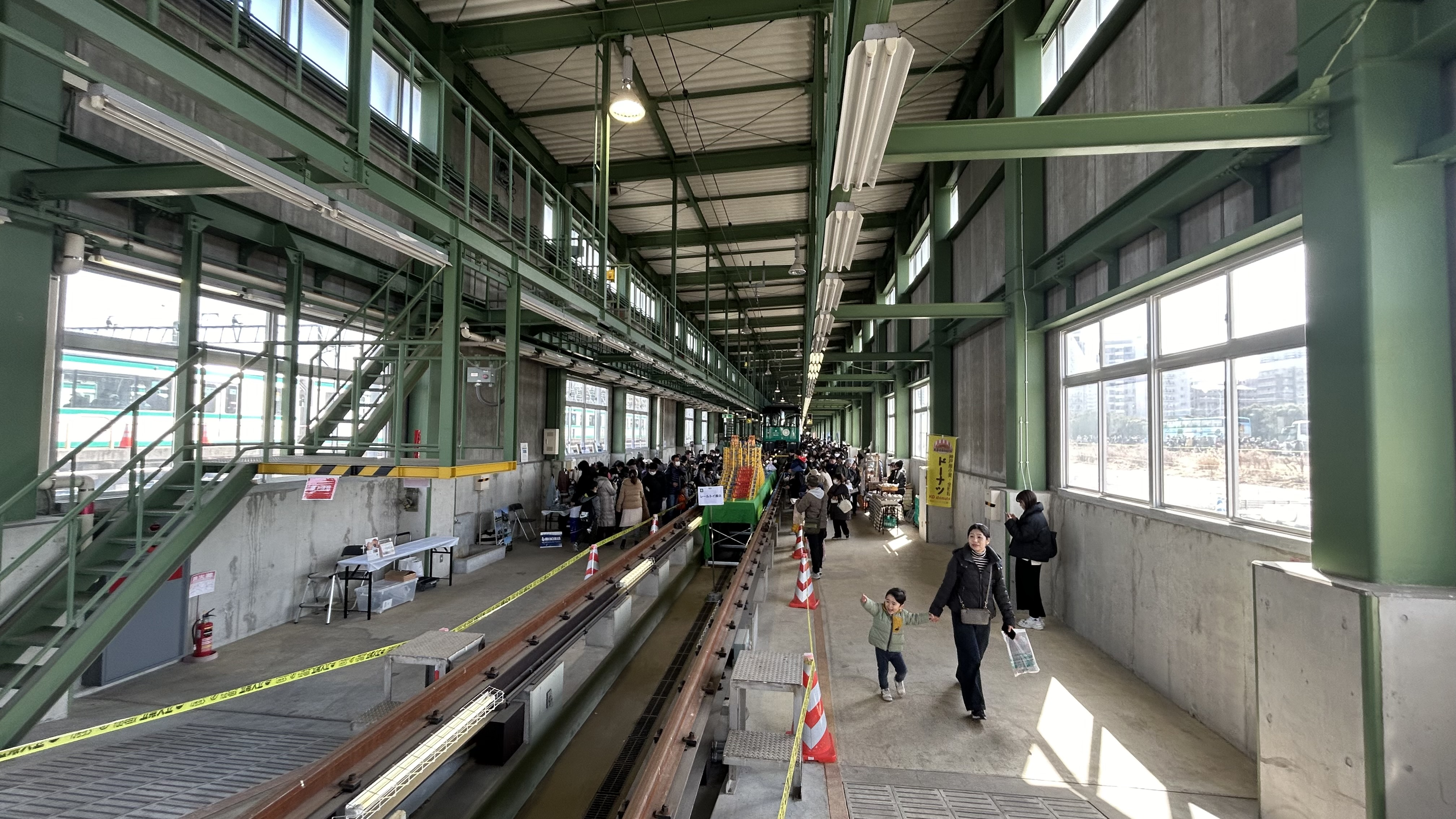
検車庫（2025年2月24日）
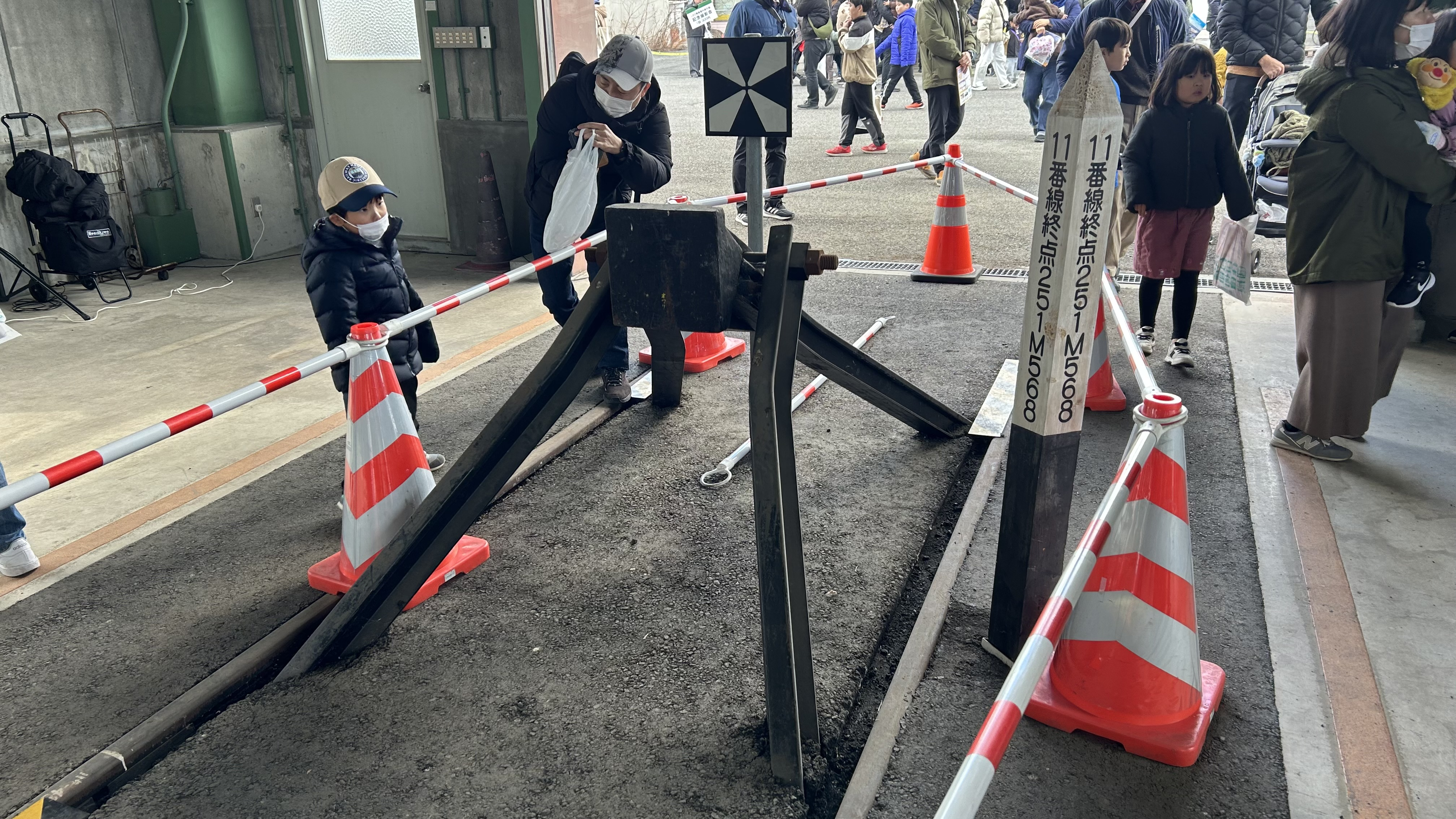
検車庫の車止め（2025年2月24日）

## 周辺
- 西神中央駅

## 歴史
- 1993年10月20日 - 業務開始、当初は留置線3線で供用[2]。
- 2025年
  - 2月24日 - 最後の一般開放イベント「さようなら西神車庫」を開催[5][6]。
  - 3月14日 - 運用終了[5]。

## ギャラリー

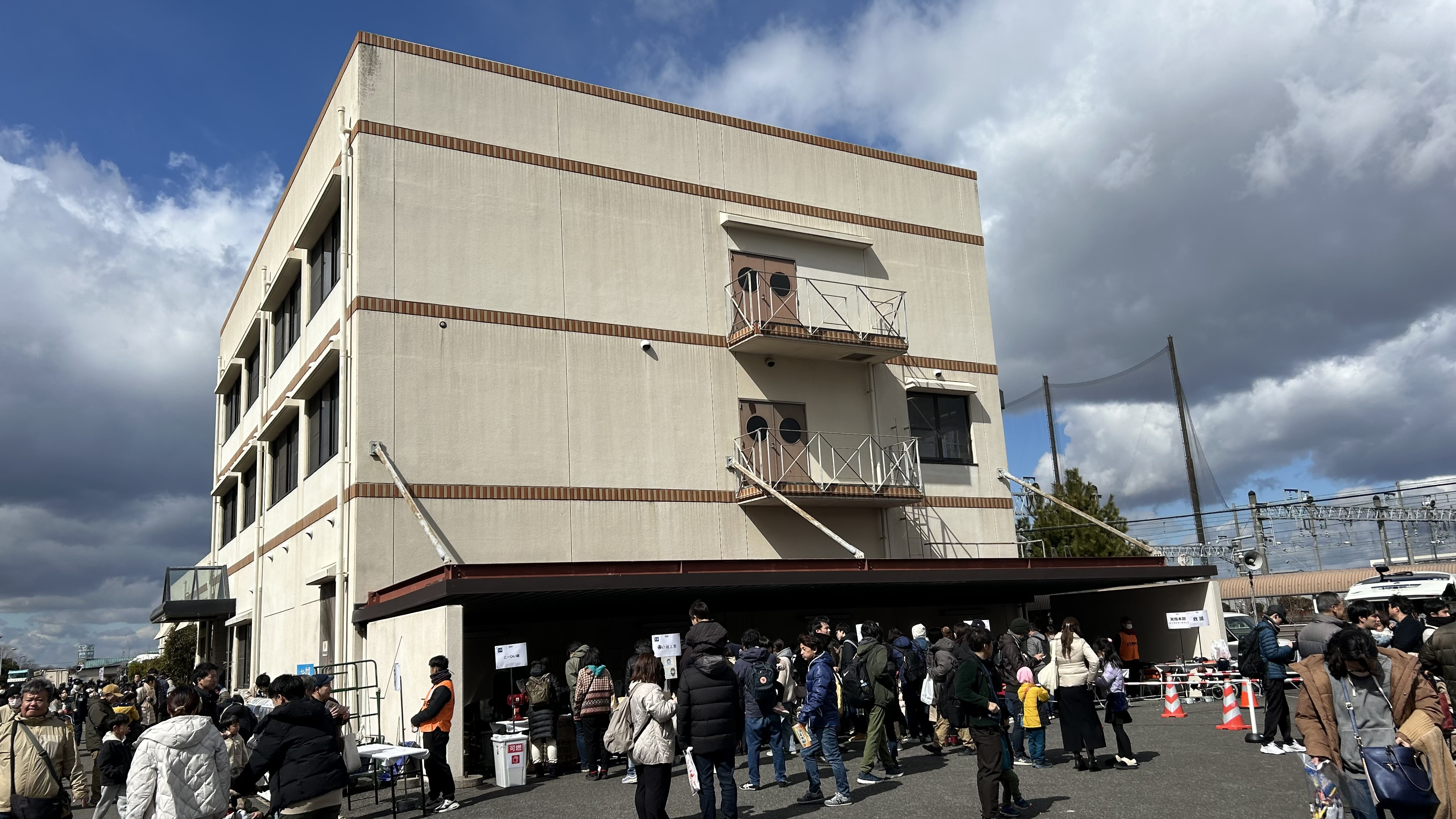
管理棟